# Трубіжська оборонна лінія
Трубіжська оборонна лінія — лінія сторожових фортець Київської Русі, що розташовувалась уздовж річки Трубіж, лівої притоки Дніпра. Перша письмова згадка про неї, так само як і про сам Трубіж, міститься в Іпатіївському літописі в описі подій 988 року, де йшлося про те, що князь Володимир Святославич наказав будувати укріплення вздовж русел кількох прикордонних річок, серед яких був названий і Трубіж.
Входила до складу Переяславського князівства і обороняла лівобережні землі Русі як другу внутрішній лінії після Посульської оборонної лінії, яка розташовувалась безпосередньо на кордоні князівства з Диким полем. Крім самого Переяславля, Трубіжська лінія складалася з фортець переважно округлого типового виду, які будувалися в період від X до XIII століття. Фортеці містили нечисленні гарнізони. Їхня функція полягала у тому числі у наданні укриття для населення прилеглих сіл у разі небезпеки. Більшість їх було зруйновано внаслідок монгольського навали на Русь.
Трубіжську оборонну лінію у 1970-х, спільно з іншими фортецями заходу Переяславського князівства, вивчив археолог Михайло Кучера. До населених пунктів, у яких збереглися городища цієї давньоруської укріпленої лінії, відносяться Світильня, Русанов, Пристроми, Гайшин, а також сам Переяслав. Кучера зняв їхні плани, встановив час існування фортець, прояснив топографічне розташування, характер та безпеку оборонних споруд.
Давньоруські назви більшості фортець Трубіжської оборонної лінії невідомі. Городище в селі Пристроми, ймовірно, тотожно літописному Бронькняжу.